# Naissance en 842
Naissance
- 838
- 839
- 840
- 841
- 842
- 843
- 844
- 845
- 846

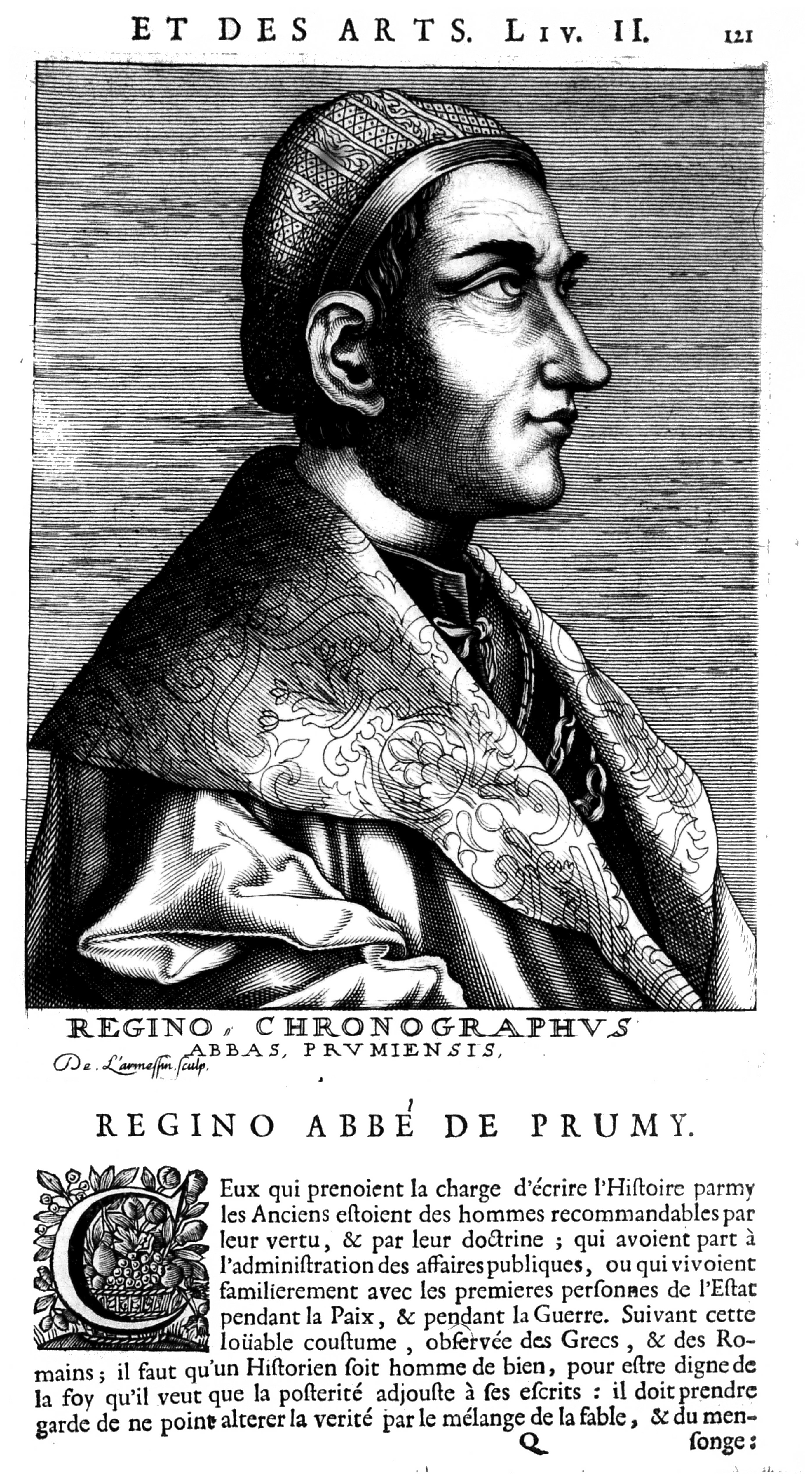
Réginon de Prüm né en 842.

Cette page dresse une liste de personnalités nées au cours de l'année 842 :
- Abu Al Fazal Abdul Wahid Yemeni Tamimi (en), mystique et saint yéménite.
- Réginon de Prüm, chroniqueur et canoniste médiéval.
- Yang Fuguang (en), eunuque et général chinois de la dynastie Tang.
- Li Hanzhi (en), seigneur de guerre chinois de la dynastie Tang.
- Al-Muwaffaq, fils du dixième calife abbasside Ja`far al-Mutawakkil.

date incertaine
- Pietro Ier Candiano, 16e doge de Venise.

## Crédit d'auteurs
- Cet article est partiellement ou en totalité issu de l'article intitulé « 842 » (voir la liste des auteurs).